# Star Wars: Return of the Jedi (jeu vidéo)
Pour les articles homonymes, voir Star Wars: Return of the Jedi.
Star Wars: Return of the Jedi est un jeu vidéo d'action développé et édité par Atari Inc., sorti en 1984 sur borne d'arcade,,,,. Le jeu est par la suite porté et édité par Domark sur Amiga, Amstrad CPC, Atari ST, Commodore 64, BBC Micro et ZX Spectrum.
Le jeu est adapté de Star Wars, épisode VI : Le Retour du Jedi.

## Accueil
- Computer and Video Games : 79 % (Amstrad CPC)[6] - 67 % (Atari ST)[7]